# Гилбърт Кийт Честъртън
Гилбърт Кийт Честъртън (на английски: Gilbert Keith Chesterton), по-познат с инициалите Г. К. Честъртън (на английски: G. K. Chesterton), е британски писател, поет, публицист и християнски мислител.
Автор е на над сто произведения, писани между 1900 и 1936 г., но популярен остава най-вече с детективските си разкази, в които главен „разследващ“ е католическият свещеник отец Браун.
Той е член на Балканския комитет в Лондон.

## Произведения

### Самостоятелни романи
- The Napoleon of Notting Hill (1904)
- The Man Who Was Thursday (1908)
- The Ball and the Cross (1910)
- Manalive (1912)
- The Flying Inn (1914)
- The Return of Don Quixote (1927)
- Basil Howe (2001)

### Серия „Отец Браун“ (Father Brown)
сборници с разкази и новели
1. The Innocence Of Father Brown (1911)
Простодушието на отец Браун: разкази, изд. „Пергамент“ (2018), прев. Красимира Л. Христовска, Силвия Николаева, Станимир Йотов
2. The Wisdom Of Father Brown (1914)
3. The Incredulity Of Father Brown (1926)
4. The Secret Of Father Brown (1927)
5. The Scandal Of Father Brown (1935)

- The Father Brown Stories (1929)

издадени на български
- Отец Браун и неразрешимата загадка, изд.: ИК „Труд“, София (2006), прев. Анна Друмева, Владимир Молев
- Абсолютният Честъртън и неговият отец Браун: Избрани мистерии, изд. „Пергамент“ (2007), прев. Красимира Л. Христовска, Силвия Николаева, Станимир Йотов
- Приключенията на отец Браун, изд. „New media group“ (2011), прев. Ани Ангелова
- Отец Браун, изд.: ИК „Труд“, София (2011), прев. Анна Друмева
- Загадките на отец Браун, изд. „Фама“ (2013), прев. Зорница Христова, Людмил Люцканов
- Огледалото на съдията, изд. „Милениум“ (2015), прев. Анна Друмева, Владимир Молев

### Новели
- The Sign of the Broken Sword
- The Eccentric Seclusion of the Old Lady (1905)
- The Trees of Pride (1922)

### Сборници
- The Club of Queer Trades (1905)
- A Chesterton Calendar (1911) – издаден и като „Chesterton Day By Day“
- Poems – поезия (1915)
- The Man Who Knew Too Much (1922)
- Tales Of The Long Bow (1925)
- Short Stories of To-Day and Yesterday (1928)
- The Poet and the Lunatics (1929)
- Four Faultless Felons (1930)
- The Man Who Was Chesterton (1937)

### Поезия
- Greybeards At Play (1900)
- The Wild Knight (1900)
- The Ballad Of The White Horse (1911)
- Wine, Water and Song (1915)
- The Ballad of St. Barbara (1922)
- A Collection of Poems (1925)
- The Queen of Seven Swords (1926)
- The Collected Poems of G. K. Chesterton (1927)
- Stories, Essays and Poems (1935)

на български
- Стихотворения  (преведени и издадени през 2008 г.)

### Пиеси
- Magic (1913)
- The Judgement of Dr. Johnson (1928)
- The Surprise (1952)

### Документалистика
- The autobiography of G. K. Chesterton (?)
Автобиография, изд. „Фондация Комунитас“ (2011), прев. Момчил Методиев
- Orthodoxy (?)
Ортодоксия: лична философия, изд. „Славика“ (1994), изд. „Омофор“ (2018), прев. Филипина Филипова
- (?)
Кълбо и Кръст, изд. „Омофор“ (2007), прев. Ваня Николова
- (?)
Св. Франциск от Асизи; Св. Тома от Аквино – немия вол, изд. „Омофор“ (2009), прев. Ваня Николова
- (?)
Вечният човек, изд. „Омофор“ (2018), прев. Ваня Николова